# یژی ادمسکی
یژی ادمسکی (انگلیسی: Jerzy Adamski؛ ۱۴ مارس ۱۹۳۷ – ۶ دسامبر ۲۰۰۲ (aged 65)) ورزشکار بوکس اهل لهستان بود.
وی در مسابقات کشوری و بین‌المللی در مجموع برندهٔ ۱ مدال طلا، ۱ مدال نقره، ۱ مدال برنز شده‌است.